# الدوري الألماني الشرقي 1957
الدوري الألماني الشرقي 1957 هو الموسم 11 من الدوري الألماني الشرقي. أقيم خلال الفترة 17 مارس 1957 وحتى 1 ديسمبر 1957، وأشرف على تنظيمه الاتحاد الأوروبي لكرة القدم، وكان عدد الأندية المشاركة فيه 14، وفاز فيه إرتسغيبيرغه آوه.